# Dödsrike
Dödsrike är en plats där de döda tänks leva vidare i livet efter detta.
Särskilt brukas ordet om denna föreställning i Gamla Testamentet, där de hädangångna tänks leva en passiv icke-existens, skilda från Gud och människor. Den har sin stora likhet med de grekiska föreställningarna om Hades. I kristen tro spelar Kristi nedstigande i dödsriket en viktig roll, trots att detta direkt endast omtalas sparsamt i Nya testamentet. I bysantinsk konst fick detta ett särskilt uttryck under namnet anastasis.

## Källhänvisningar
1. ↑  "dödsriket". NE.se. Läst 27 oktober 2014.